# Arsenal VG-30

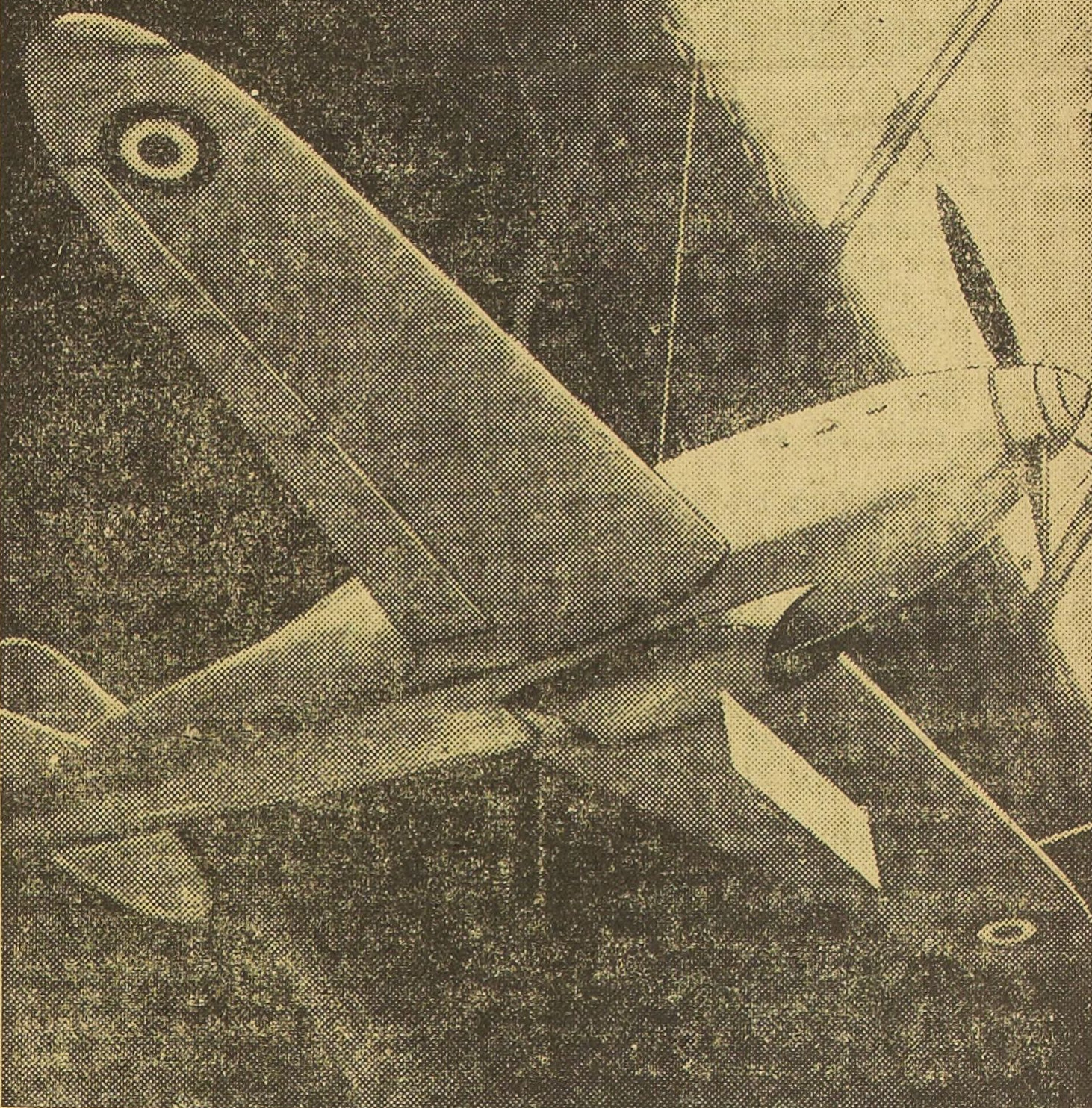
Arsenal VG-30 en la Exposición Aeronáutica de París de 1938.

El Arsenal VG-30 fue uno de una serie de aviones de caza franceses en desarrollo al comienzo de la Segunda Guerra Mundial, pero llegó tarde para ver un servicio extenso en la Fuerza Aérea Francesa durante la Batalla de Francia.

## Desarrollo
La especificación original que condujo a la serie VG se ofreció en 1936 con el fin de aumentar rápidamente el número de aviones modernos en servicio francés, al suministrar un "caza ligero" de construcción de madera que pudiera construirse rápidamente en grandes cantidades. El contrato resultó en tres diseños, el VG-30, el Caudron C.714 y el Bloch MB.700. Se ordenaron prototipos de los tres.
Nombrado en honor al ingeniero Michel Vernisse (V) y al diseñador Jean Galtier (G), el VG-30 era de construcción de madera, utilizando madera contrachapada sobre largueros en una construcción semi- monocasco. El diseño era convencional, un monoplano de ala baja que tenía un parecido sorprendente con el posterior Macchi C.202 italiano. El armamento consistía en un cañón Hispano-Suiza HS.404 de 20 mm que disparaba a través del eje de la hélice y cuatro ametralladoras alimentadas por tambor MAC 1934 M39 de 7,5 mm, dos en cada ala.  Se suponía que el diseño estaba impulsado por el motor en línea Potez 12Dc flat-12 refrigerado por aire, pero esto se topó con problemas de desarrollo. El prototipo fue equipado con un Hispano-Suiza 12Xcrs en su lugar,  y voló de esta forma en octubre de 1938.
Para encontrar alguna solución al problema del motor, el VG-31 utilizó el Hispano-Suiza 12Y -31  632 kW (860 hp) y el VG-32 el Allison V-1710 C-15. El VG-31 voló en 1939 y demostró tener un rendimiento excelente. El prototipo VG-32 se completó en 1940 y esperaba su vuelo de prueba cuando fue capturado por las fuerzas alemanas que avanzaban en Villacoublay. 
El VG-33 era una versión modificada del VG-31 usando el mismo 12Y-31, y voló por primera vez el 25 de abril de 1939. Tenía un rendimiento sorprendentemente bueno de 560 km / h (348 mph), y se ordenó en producción con un contrato por 220 aviones en septiembre, luego elevado a 1.000. La producción no tardó en comenzar, pero la mayoría de los fuselajes nunca recibieron motores y se quedaron en la fábrica cuando cayó ante los alemanes. 
Continuaron los desarrollos mientras comenzaba la producción del VG-33. El VG-34 montó el nuevo 12Y-45 de 688 kW (935 hp), el VG-36 usó el 12Y-51 de 735 kW (1,000 hp) originalmente diseñado para el VG-35 e introdujo un nuevo baño de radiador aerodinámico que se veía similar al del P-51 Mustang.  Se construyeron y volaron prototipos individuales de los tres a principios de 1940. El VG-37 era una versión de rango extendido del -36, mientras que el VG-38 debía haber usado el 12Y-77, pero ninguno fue construido. 
El último de la serie fue el VG-39 , originalmente impulsado por el nuevo 12Y-89 de 882 kW (1200 hp) que usa un eje de extensión en la hélice para simplificar el perfil de la nariz, lo que le da al avión una excelente velocidad de 625 km / h ( 388 mph) incluso cuando está cargado con dos ametralladoras más. La versión de producción real debía haber sido el VG-39bis , impulsado por el nuevo Hispano-Suiza 12Z -17 de 1.177 kW (1.600 hp) , utilizando el diseño aerodinámico de admisión del radiador del VG-36. 
Se proyectaron dos diseños más, ambos basados en el fuselaje VG-39bis. El VG-40 montó el Rolls-Royce Merlin III y el VG-50 el nuevo Allison V-1710-39. Ninguno fue construido. 

## Historial operativo
Los continuos problemas de producción que plagaron al VG-33 significaron que nunca participó en combate. En el momento del Armisticio, la Armée de l'Air solo había recibido 19 aviones, de unos 40 completados (y unos 160 próximos a completarse).  Sólo dos máquinas volaron en una unidad activa: la GC 1/55, que comenzó a funcionar en condiciones caóticas, cuatro días antes de la capitulación.
Aunque el VG-33 era más ligero que el Dewoitine D.520 y usaba el mismo motor, el VG-33 no era significativamente más rápido que el D.520.
Si bien no estaba armado en comparación con el Messerschmitt Bf 109 , el VG-33 podría haberlo igualado en velocidad y maniobrabilidad por debajo de los 5.000 metros. Como también sucedió con el D.520, las limitaciones del sobrealimentador utilizado hicieron que el VG-33 no pudiera igualar la velocidad del Bf 109 por encima de los 5.000 m.
Las autoridades alemanas confiscaron 12 VG-33, que pueden haber sido utilizados por la Luftwaffe (Wehrmacht) con fines de entrenamiento (por ejemplo, en un papel diferente / agresor ).

## Variantes
- VG-30 : el motor original era el motor en línea Potez 12Dc flat-12 refrigerado por aire , pero el prototipo estaba equipado con un Hispano-Suiza 12Xcrs y voló de esta forma en octubre de 1938. El  El
- VG-31 - Prototipo propulsado por Hispano-Suiza 12Y-31.
- VG-32 - Prototipo con motor Allison V-1710C-15.
- VG-33 : primer modelo de producción con motor Hispano-Suiza 12Y-31 (160 casi terminados en el otoño de Francia. Número desconocido completado).
- VG-34 - Motor Hispano-Suiza 12Y-45 de 697 kW (935 hp). 360 mph (600 km / h). Solo prototipo.
- VG-35 : variante VG-33 con motor más nuevo. Uno construido.
- VG-36 - Motor Hispano-Suiza 12Y-51 de 746 kW (1.000 CV). Solo prototipo.
- VG-37 : versión de rango extendido del VG-36. No construido.
- VG-38 - proyectado para motor Hispano-Suiza 12Y-77. No construido.
- VG-39 - Motor Hispano-Suiza 12Z de 954 kW (1280 hp). 393 mph (655 km / h). 6 ametralladoras MAC 1934 de 7,5 mm. Solo prototipo.
- VG-39bis : versión de producción propuesta impulsada por un Hispano-Suiza 12Z-17.
- VG-40 : variante proyectada impulsada por un Rolls Royce Merlin III.
- VG-50 : variante proyectada impulsada por una Allison V-1710-39.  (NB La designación VG 50 también se utilizó para un transporte transatlántico cuatrimotor proyectado)
- VG-60 : la variante proyectada definitiva impulsada por un Hispano-Suiza 12Y-51 de 1.000 hp sobrealimentado por un turboompresor Sidlowsky-Planiol de dos etapas.

## Operadores
Francia
- Ejército del Aire francés (¿19?) VG-33

 Alemania nazi
- Luftwaffe - (¿12?) VG-33

## Especificaciones (VG-33)
Características generales
- Tripulación: 1
- Longitud: 8,55 m (28 pies 1 pulg)
- Envergadura: 10,8 m (35 pies 5 pulgadas)
- Altura: 3,31 m (10 pies 10 pulgadas)
- Área del ala: 14 m 2 (150 pies cuadrados)
- Peso vacío: 2.050 kg (4.519 lb)
- Peso bruto: 2655 kg (5853 lb)
- Planta motriz: 1 × Hispano-Suiza 12Y-31 V-12 motor de pistón refrigerado por líquido, 641 kW (860 hp)

Actuación
- Velocidad máxima: 558 km / h (347 mph, 301 nudos)
- Alcance: 1200 km (750 mi, 650 nmi)
- Techo de servicio: 11.000 m (36.000 pies)
- Potencia / masa : 0,24 kW / kg (0,146 hp / lb)

Armamento
- 1 × 20 mm Hispano-Suiza HS.404 cañón
- 4 x 7,5 mm MAC 1934 ametralladoras